# Jayne Mansfield
Jayne Mansfield (19. april 1933 – 29. juni 1967) var en amerikansk skuespiller, der var kendt for både teater- og filmroller samt for at være en af 1950'ernes store sexsymboler. Hun var stjerne i en række Hollywood-film, der fremhævede hendes platinblond hår, timeglas-figur samt ofte viste hende i kostumer med dyb nedringning. Der var typisk tale om komedier med titler som Ih, du forbarmende! og Pigen kan ikke gøre for det.
Mansfields karriere som filmstjerne blev ret kortvarig, idet Hollywoods interesse for sexede, blonde skuespillerinder faldt kraftigt med udgangen af 1950'erne, hvorefter hun var henvist til lavbudgetfilm. Hun var dog fortsat i 1960'erne populær uden for hjemlandet, og hun drog på en række lukrative og succesrige turneer til natklubber. Karrieren fik imidlertid en brat ende med hendes død i en bilulykke.